# (10022) Zubov
(10022) Zubov est un astéroïde de la ceinture principale.

## Description
(10022) Zubov est un astéroïde de la ceinture principale. Il fut découvert le 22 septembre 1979 à Naoutchnyï par Nikolaï Tchernykh. Il présente une orbite caractérisée par un demi-grand axe de 2,37 UA, une excentricité de 0,13 et une inclinaison de 5,4° par rapport à l'écliptique.
Il a été nommé en l'honneur du mathématicien soviétique Vladimir Zubov (1930-2000).

## Compléments